# Jiji (Nantou)
Jiji (chinesisch 集集鎮, Pinyin Jíjí Zhèn), auch Chi-chi, ist eine Stadtgemeinde (鎮,  Zhèn) im Landkreis Nantou in Zentraltaiwan.

## Lage und Klima
In Jiji herrscht ein subtropisches Klima. Das Gemeindegebiet ist von Bergen umsäumt und die Höhe über dem Meeresspiegel variiert zwischen die 230 m und 1392 m. Die Jahresdurchschnittstemperatur liegt bei 20,7 °C und die durchschnittliche Luftfeuchtigkeit liegt bei 84,4 %. Die Regenzeit dauert von April bis August, während die anderen Monate deutlich trockener sind. Im Sommer und Herbst treten häufiger Taifune auf. Die Nachbargemeinden sind Zhongliao (im Norden), Shuili (im Osten), Lugu im Süden, sowie Zhushan und Mingjian im Westen.

## Verwaltungsgliederung
Jiji ist in 11 Ortsteile (里, Li) unterteilt. Diese sind: Jiji (集集里), Heping (和平里), Linwei (林尾里), Yuying (玉映里), Wucuo (吳厝里), Ailiao (隘寮里), Tianliao (田寮里), Bazhang (八張里), Yongchang (永昌里), Guangming (廣明里), Fushan (富山里).

## Bevölkerung
Nach der amtlichen Statistik gehörten Ende 2017 111 Personen den indigenen Völkern Taiwans an, entsprechend einem Anteil von etwa 1,1 %. Dies lag unter dem Gesamttaiwanischen Durchschnitt.

## Jiji-Erdbeben 1999
In der Gemeinde Jiji lag das Epizentrum des später so genannten Jiji-Erdbebens, das sich am 21. September 1999 ereignete und das das zerstörerischste Erdbeben Taiwans seit mehr als 60 Jahren war. In ganz Taiwan gab es mehr als 2400 Todesopfer. In Jiji kamen 37 Personen bei damals 12.250 Bewohnern ums Leben. Große Teile der Siedlung wurden durch das Beben zerstört oder schwer beschädigt und mussten wieder aufgebaut werden.

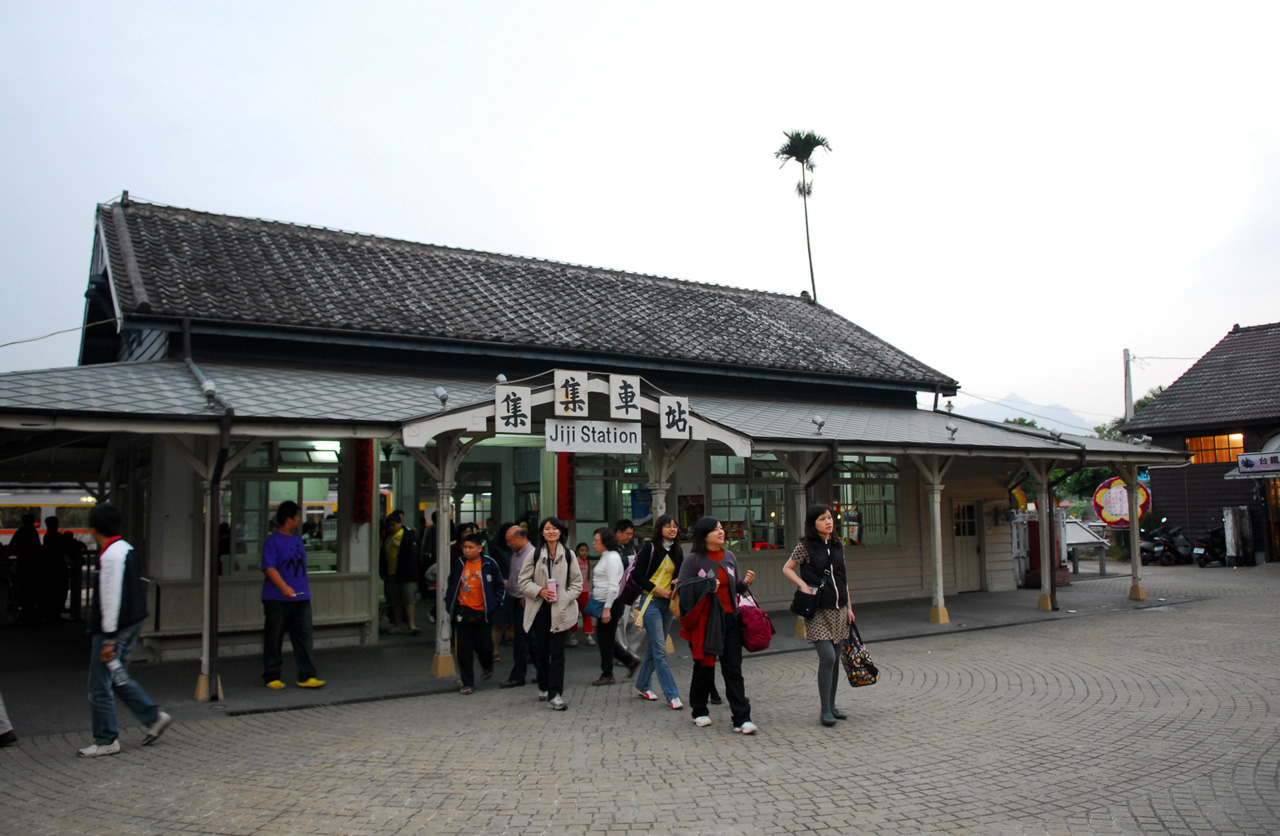
Bahnhof von Jiji

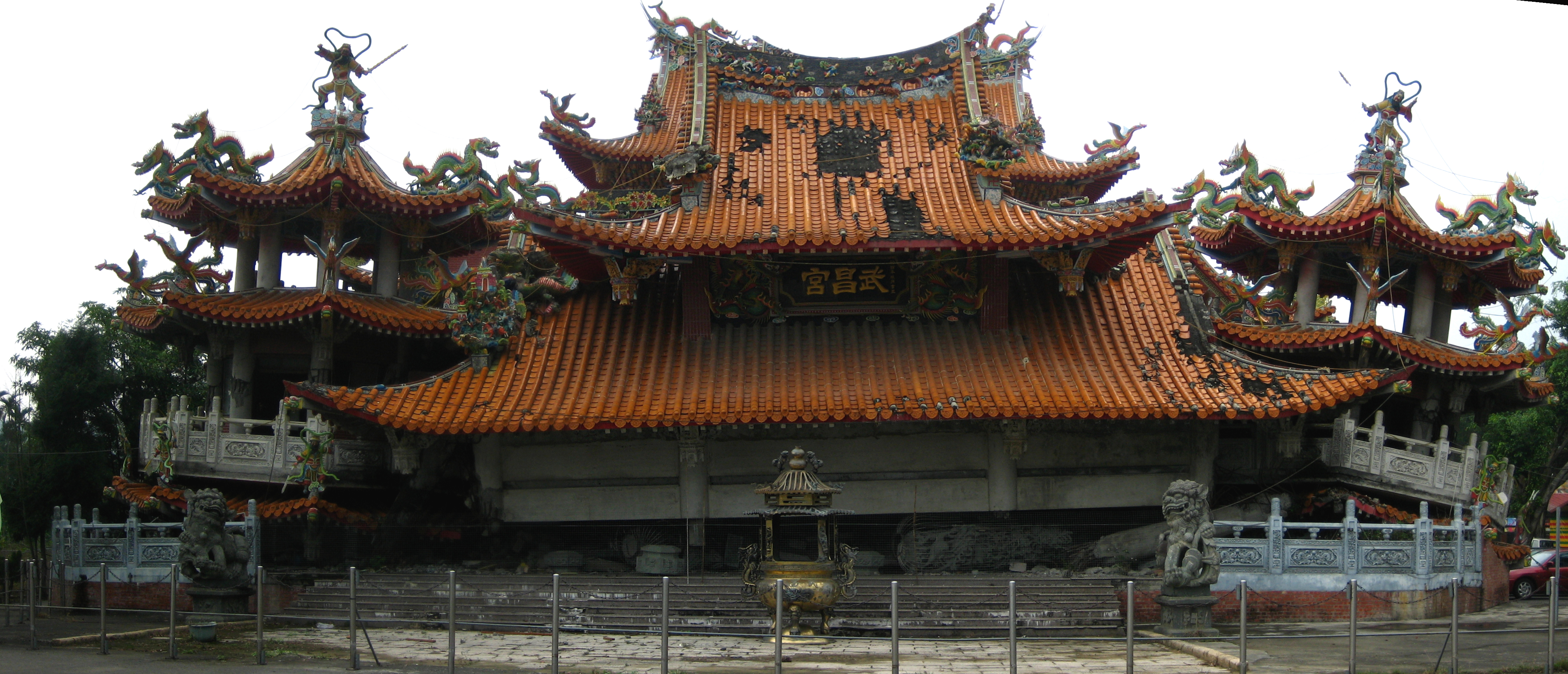
Wuchang-Tempel nach dem Erdbeben (1999)